# Reuven Young
Reuven Young, conosciuto con il soprannome Roby (in ebraico רובי יאנג‎?; Haifa, 15 maggio 1942), è un ex calciatore israeliano, di ruolo centrocampista.

## Carriera

### Club
Young giocò la maggior parte della carriera nell'Hapoel Haifa, giocandovi dal 1959 al 1976, ad eccezione del biennio trascorso in America. Con il club di Haifa vinse tre coppe nazionali, oltre che raggiungere in più occasioni il terzo posto nel campionato israeliano.
Nel 1972 si trasferisce negli Stati Uniti d'America per giocare con i N.Y. Cosmos, con cui vince la North American Soccer League 1972, sconfiggendo con la sua squadra in finale, giocandola da titolare, i St. Louis Stars. L'anno dopo raggiunge con i Cosmos le semifinali del torneo.

### Nazionale
Young ha giocato nella nazionale di calcio d'Israele con cui ha vinto la Coppa d'Asia 1964. Inoltre partecipa con la sua nazionale al torneo calcistico della XIX Olimpiade, venendo eliminato ai quarti di finale dalla Bulgaria per sorteggio.

## Statistiche

### Cronologia presenze e reti in Nazionale
| Cronologia completa delle presenze e delle reti in nazionale ― Israele | Cronologia completa delle presenze e delle reti in nazionale ― Israele | Cronologia completa delle presenze e delle reti in nazionale ― Israele | Cronologia completa delle presenze e delle reti in nazionale ― Israele | Cronologia completa delle presenze e delle reti in nazionale ― Israele | Cronologia completa delle presenze e delle reti in nazionale ― Israele | Cronologia completa delle presenze e delle reti in nazionale ― Israele | Cronologia completa delle presenze e delle reti in nazionale ― Israele |
| Data                                                                   | Città                                                                  | In casa                                                                | Risultato                                                              | Ospiti                                                                 | Competizione                                                           | Reti                                                                   | Note                                                                   |
| ---------------------------------------------------------------------- | ---------------------------------------------------------------------- | ---------------------------------------------------------------------- | ---------------------------------------------------------------------- | ---------------------------------------------------------------------- | ---------------------------------------------------------------------- | ---------------------------------------------------------------------- | ---------------------------------------------------------------------- |
| 19-3-1961                                                              | Ramat Gan                                                              | Israele                                                                | 3 – 2                                                                  | Etiopia                                                                | Qual. Mondiali 1962                                                    | -                                                                      |                                                                        |
| 15-10-1961                                                             | Ramat Gan                                                              | Israele                                                                | 2 – 4                                                                  | Italia                                                                 | Qual. Mondiali 1962                                                    | 1                                                                      |                                                                        |
| 22-10-1961                                                             | Ramat Gan                                                              | Israele                                                                | 1 – 1                                                                  | Corea del Sud                                                          | Amichevole                                                             | -                                                                      |                                                                        |
| 4-11-1961                                                              | Torino                                                                 | Italia                                                                 | 6 – 0                                                                  | Israele                                                                | Qual. Mondiali 1962                                                    | -                                                                      |                                                                        |
| 9-11-1961                                                              | Leeds                                                                  | Inghilterra                                                            | 7 – 1                                                                  | Israele                                                                | Amichevole                                                             | -                                                                      |                                                                        |
| 14-12-1961                                                             | Ramat Gan                                                              | Israele                                                                | 0 – 2                                                                  | Jugoslavia                                                             | Amichevole                                                             | -                                                                      | 46’                                                                    |
| 16-2-1962                                                              | Istanbul                                                               | Turchia                                                                | 1 – 0                                                                  | Israele                                                                | Amichevole                                                             | -                                                                      | 62’                                                                    |
| 17-10-1962                                                             | Ramat Gan                                                              | Israele                                                                | 1 – 1                                                                  | Austria                                                                | Amichevole                                                             | -                                                                      | 46’                                                                    |
| 12-11-1962                                                             | Ramat Gan                                                              | Israele                                                                | 0 – 4                                                                  | Svezia                                                                 | Amichevole                                                             | -                                                                      | 46’                                                                    |
| 25-11-1962                                                             | Ramat Gan                                                              | Israele                                                                | 0 – 2                                                                  | Turchia                                                                | Amichevole                                                             | -                                                                      | 46’                                                                    |
| 29-12-1963                                                             | Saigon                                                                 | Vietnam del Sud                                                        | 0 – 1                                                                  | Israele                                                                | Qual. XVIII Olimpiade                                                  | 1                                                                      |                                                                        |
| 2-1-1964                                                               | Hong Kong                                                              | Hong Kong                                                              | 0 – 3                                                                  | Israele                                                                | Amichevole                                                             | -                                                                      |                                                                        |
| 17-3-1964                                                              | Ramat Gan                                                              | Israele                                                                | 0 – 2                                                                  | Vietnam del Sud                                                        | Qual. XVIII Olimpiade                                                  | -                                                                      |                                                                        |
| 26-5-1964                                                              | Ramat Gan                                                              | Israele                                                                | 1 – 0                                                                  | Hong Kong                                                              | Coppa d'Asia - Fase Finale                                             | -                                                                      |                                                                        |
| 3-6-1964                                                               | Ramat Gan                                                              | Israele                                                                | 2 – 1                                                                  | Corea del Sud                                                          | Coppa d'Asia - Fase Finale                                             | -                                                                      |                                                                        |
| 28-10-1964                                                             | Tel Aviv                                                               | Israele                                                                | 2 – 0                                                                  | Jugoslavia                                                             | Amichevole                                                             | -                                                                      |                                                                        |
| 1°-12-1964                                                             | Tel Aviv                                                               | Israele                                                                | 0 – 1                                                                  | Danimarca                                                              | Amichevole                                                             | -                                                                      |                                                                        |
| 26-1-1965                                                              | Tel Aviv                                                               | Israele                                                                | 0 – 1                                                                  | Paesi Bassi                                                            | Amichevole                                                             | -                                                                      |                                                                        |
| 9-5-1965                                                               | Bruxelles                                                              | Belgio                                                                 | 1 – 0                                                                  | Israele                                                                | Qual. Mondiali 1966                                                    | -                                                                      |                                                                        |
| 13-6-1965                                                              | Sofia                                                                  | Bulgaria                                                               | 4 – 0                                                                  | Israele                                                                | Qual. Mondiali 1966                                                    | -                                                                      |                                                                        |
| 21-11-1965                                                             | Ramat Gan                                                              | Israele                                                                | 1 – 2                                                                  | Bulgaria                                                               | Qual. Mondiali 1966                                                    | -                                                                      |                                                                        |
| 6-4-1966                                                               | Tel Aviv                                                               | Israele                                                                | 7 – 1                                                                  | Finlandia                                                              | Amichevole                                                             | 1                                                                      | 46’                                                                    |
| 8-5-1966                                                               | Helsinki                                                               | Finlandia                                                              | 0 – 3                                                                  | Israele                                                                | Amichevole                                                             | 1                                                                      |                                                                        |
| 15-6-1966                                                              | Ramat Gan                                                              | Israele                                                                | 1 – 2                                                                  | Uruguay                                                                | Amichevole                                                             | -                                                                      |                                                                        |
| 12-10-1966                                                             | Tel Aviv                                                               | Israele                                                                | 1 – 3                                                                  | Jugoslavia                                                             | Amichevole                                                             | -                                                                      |                                                                        |
| 19-10-1966                                                             | Leeuwarden                                                             | Paesi Bassi                                                            | 4 – 1                                                                  | Israele                                                                | Amichevole                                                             | 1                                                                      | Cap.                                                                   |
| 22-10-1966                                                             | Ginevra                                                                | Svizzera                                                               | 4 – 0                                                                  | Israele                                                                | Amichevole                                                             | -                                                                      |                                                                        |
| 26-10-1966                                                             | Copenaghen                                                             | Danimarca                                                              | 3 – 1                                                                  | Israele                                                                | Amichevole                                                             | -                                                                      |                                                                        |
| 3-12-1966                                                              | Tel Aviv                                                               | Israele                                                                | 0 – 0                                                                  | Polonia                                                                | Amichevole                                                             | -                                                                      | Cap.                                                                   |
| 7-12-1966                                                              | Tel Aviv                                                               | Israele                                                                | 1 – 2                                                                  | Romania                                                                | Amichevole                                                             | -                                                                      | Cap.                                                                   |
| 16-5-1967                                                              | Ramat Gan                                                              | Israele                                                                | 1 – 2                                                                  | Scozia                                                                 | Amichevole                                                             | -                                                                      | Cap.                                                                   |
| 7-9-1967                                                               | Utrecht                                                                | Paesi Bassi                                                            | 1 – 2                                                                  | Israele                                                                | Amichevole                                                             | -                                                                      | Cap.                                                                   |
| 10-1-1968                                                              | Tel Aviv                                                               | Israele                                                                | 0 – 2                                                                  | Belgio                                                                 | Amichevole                                                             | -                                                                      | Cap.                                                                   |
| 14-2-1968                                                              | Tel Aviv                                                               | Israele                                                                | 2 – 1                                                                  | Svizzera                                                               | Amichevole                                                             | -                                                                      | Cap.                                                                   |
| 19-2-1968                                                              | Tel Aviv                                                               | Israele                                                                | 0 – 3                                                                  | Svezia                                                                 | Amichevole                                                             | -                                                                      | Cap.                                                                   |
| 17-3-1968                                                              | Tel Aviv                                                               | Israele                                                                | 7 – 0                                                                  | Ceylon                                                                 | Qual. XIX Olimpiade                                                    | -                                                                      | Cap.                                                                   |
| 22-3-1968                                                              | Tel Aviv                                                               | Israele                                                                | 4 – 0                                                                  | Ceylon                                                                 | Qual. XIX Olimpiade                                                    | -                                                                      | Cap.                                                                   |
| 12-5-1968                                                              | Teheran                                                                | Hong Kong                                                              | 1 – 6                                                                  | Israele                                                                | Coppa d'Asia - Fase Finale                                             | -                                                                      | Cap.                                                                   |
| 14-5-1968                                                              | Teheran                                                                | Birmania                                                               | 1 – 0                                                                  | Israele                                                                | Coppa d'Asia - Fase Finale                                             | -                                                                      | Cap.                                                                   |
| 17-5-1968                                                              | Teheran                                                                | Taiwan                                                                 | 1 – 4                                                                  | Israele                                                                | Coppa d'Asia - Fase Finale                                             | -                                                                      | 46’                                                                    |
| 19-5-1968                                                              | Teheran                                                                | Iran                                                                   | 2 – 1                                                                  | Israele                                                                | Coppa d'Asia - Fase Finale                                             | -                                                                      | Cap.                                                                   |
| 10-9-1968                                                              | Tel Aviv                                                               | Israele                                                                | 2 – 3                                                                  | Irlanda del Nord                                                       | Amichevole                                                             | -                                                                      | Cap. 83’                                                               |
| 15-9-1968                                                              | New York                                                               | Stati Uniti                                                            | 3 – 3                                                                  | Israele                                                                | Amichevole                                                             | -                                                                      | Cap.                                                                   |
| 25-9-1968                                                              | Filadelfia                                                             | Stati Uniti                                                            | 0 – 4                                                                  | Israele                                                                | Amichevole                                                             | -                                                                      | Cap. 59’                                                               |
| 17-10-1968                                                             | Guadalajara                                                            | Ungheria                                                               | 2 – 0                                                                  | Israele                                                                | Olimpiadi 1968 - 1º turno                                              | -                                                                      | 46’                                                                    |
| 20-10-1968                                                             | Guanajuato                                                             | Bulgaria                                                               | 2 – 0                                                                  | Israele                                                                | Olimpiadi 1968 - Quarti di finale                                      | -                                                                      | 75’                                                                    |
| 18-2-1969                                                              | Tel Aviv                                                               | Israele                                                                | 2 – 3                                                                  | Svezia                                                                 | Amichevole                                                             | 1                                                                      | 63’                                                                    |
| 12-3-1969                                                              | Tel Aviv                                                               | Israele                                                                | 3 – 3                                                                  | Grecia                                                                 | Amichevole                                                             | 1                                                                      |                                                                        |
| 23-4-1969                                                              | Ramat Gan                                                              | Israele                                                                | 1 – 1                                                                  | Austria                                                                | Amichevole                                                             | -                                                                      |                                                                        |
| 28-5-1969                                                              | Atene                                                                  | Grecia                                                                 | 1 – 3                                                                  | Israele                                                                | Amichevole                                                             | 1                                                                      | Cap.                                                                   |
| Totale                                                                 |                                                                        | Presenze                                                               | 50                                                                     |                                                                        | Reti                                                                   | 8                                                                      |                                                                        |

## Palmarès
- Coppa d'Israele: 3

Hapoel Haifa:1962-1963, 1965-1966, 1973-1974
- Campionato NASL: 1

New York Cosmos: 1972